# The Mother (pel·lícula de 2023)
The Mother és una pel·lícula de thriller d'acció nord-americana de 2023 dirigida per Niki Caro amb un guió de Misha Green, Andrea Berloff i Peter Craig, a partir d'una història de Green. La pel·lícula és protagonitzada per Jennifer Lopez, Joseph Fiennes, Omari Hardwick, Lucy Paez i Gael García Bernal.
The Mother es va estrenar el 12 de maig de 2023 per Netflix. Ha estat subtitulada al català.

## Repartiment
- Jennifer Lopez com a "La mare", un agent i assassí sense nom.[4]
- Joseph Fiennes com a Adrian Lovell, marine de la SAS
- Omari Hardwick com a William Cruise, un agent de l'FBI
- Gael García Bernal com a Héctor Álvarez, un traficant d'armes
- Paul Raci com a Jons
- Lucy Paez com a Zoe, la filla adolescent separada de la Mare que va ser donada en adopció.
- Jesse Garcia com a Tarantula
- Yvonne Senat Jones com a Sonya
- Edie Falco com a Eleanor Williams

## Producció
El febrer de 2021, es va anunciar que Jennifer Lopez s'havia unit al repartiment de la pel·lícula, amb Niki Caro dirigint, a partir d'un guió de Misha Green i Andrea Berloff, amb Netflix com a distribuidor.
El setembre de 2021, es va anunciar que Joseph Fiennes, Omari Hardwick, Gael García Bernal, Paul Raci i Lucy Paez s'havien unit al repartiment de la pel·lícula. L'octubre de 2021, Jesse Garcia i Yvonne Senat Jones es van unir al repartiment de la pel·lícula.
El rodatge va començar a Vancouver el 4 d'octubre de 2021. L'11 de gener de 2022, el rodatge es va suspendre a causa del brot de la variant de COVID.